# Edward Bennett
Edward Bennett, född 28 november 1950 i Cambridge, Cambridgeshire, är en brittisk manusförfattare och filmregissör.

## Filmografi i urval
- 1978 – The Life Story of Baal (manus, regi)
- 1982 – Maktens barn (manus, regi)
- 1988 – Kommissarie Morse (TV-serie) (regi)
- 1989–1996 – Poirot (TV-serie) (regi)
- 1991 – I stormens öga (manus, regi)
- 1992 – Bye, Bye, Baby (TV-film) (regi)
- 1999 – Onda avsikter (TV-serie) (regi)
- 2000–2005 – Karl för sin kilt (TV-serie) (regi)
- 2001 – Kommissarie Lynley (TV-serie) (regi)
- 2016 – Mord i paradiset (TV-serie) (regi)